# Cymophora accedens
Cymophora accedens là một loài thực vật có hoa trong họ Cúc. Loài này được (S.F.Blake) B.L.Turner & A.M.Powell mô tả khoa học đầu tiên năm 1977.